# Mo Ibrahim
Mohamed « Mo » Ibrahim, né en 1946, est un milliardaire anglo-soudanais et entrepreneur dans le domaine des télécommunications devenu un philanthrope de renommée internationale avec la Fondation Mo-Ibrahim (en) qui remet le Prix Ibrahim pour le leadership d'excellence en Afrique et publie l'Indice Ibrahim de la gouvernance en Afrique.

## Enfance et études
Né au Soudan, en Nubie, Ibrahim a été à l’école nubienne d’Alexandrie et obtenu une licence en électrotechnique à l’Université d'Alexandrie.  Il a ensuite travaillé pour les télécoms de Khartoum avant d’émigrer en Grande-Bretagne, en 1974, avec Hania, son épouse. En Angleterre, il obtient une maîtrise en électrotechnique à l'université de Bradford puis un doctorat en télécommunications mobiles à l'université de Birmingham.
En 2007, Mo Ibrahim reçoit un doctorat honorifique de la School of Oriental and African Studies (SOAS) de l'université de Londres, et, en 2011, un doctorat honorifique en droit de l’Université de Pennsylvanie.

## Entrepreneur dans les télécommunications
Ibrahim travaille un temps pour British Telecom puis, en 1983, comme directeur technique de Cellnet, une filiale de British Telecom.
Parallèlement, dans les années 1980, Ibrahim enseigne les télécommunications aux premiers cycles à la Thames Polytechnic, qui deviendra par la suite l'université de Greenwich.
En 1989, il démissionne de British Telecom et fonde Mobile Systems International (MSI), une entreprise de conseil et de logiciels qui élabore des spécifications techniques pour les opérateurs.
Il vend ses parts en 2000 pour 916 millions de dollars à la Marconi Company, qui comptait alors 800 employés ; Ibrahim raconte qu'il distribuait des bonus à ses employés sous forme d’actions.
En 1998, Mo Ibrahim créé un opérateur, MSI-Cellular Investments, renommé ultérieurement Celtel, qui deviendra un des opérateurs de téléphonie mobile majeurs en Afrique.
Quand, en 2005, Celtel est racheté par le koweitien MTC, l'opérateur compte 24 millions d’abonnés dans 14 pays d’Afrique et la transaction s'élève à 3,5 milliards de dollars. Mo Ibrahim devient ainsi extrêmement riche.
En 2006, en parallèle de sa fondation éponyme, il crée le fonds d'investissement Satya Capital, consacré à l'Afrique.
Depuis 2010, Mo Ibrahim apporte son soutien à la Broadband Commission for Digital Development, une initiative des Nations unies visant à étendre les bénéfices des services du haut-débit aux populations non-connectées.
Selon la liste des milliardaires établie par Forbes en 2011, la fortune de Mo Ibrahim s’élève à 1,8 milliard de dollars, faisant de lui la 692e fortune mondiale. Mo Ibrahim figure également dans la liste des « Top 100 » du TIME en 2008.

## Fondation Mo-Ibrahim
En 2006, Mo Ibrahim crée la fondation Mo-Ibrahim qui a pour mission d'aider l'Afrique à se débarrasser de ses dictateurs corrompus.

### Prix Mo-Ibrahim
En 2007, la Fondation inaugure le Prix Ibrahim pour un leadership d’excellence en Afrique. Le Prix Ibrahim est une récompense d’une valeur de 5 millions de dollars US versée sur dix ans.
Le premier lauréat est Joaquim Chissano ancien président du Mozambique puis, en 2008, le Botswanais Festus Mogae. En 2009 et 2010, le comité n'ayant pas identifié de candidat à la hauteur de ses exigences, le prix n'est pas attribué. Celui de 2011 est revenu au président sortant du Cap-Vert, Pedro Pires, et enfin Mahamadou Issoufou en 2021.

### Indice Ibrahim
La fondation publie l'indice Ibrahim de la gouvernance en Afrique, qui établit un classement des performances réalisées par les 54 pays d’Afrique. Jusqu'’en 2009, l'indice ne prenait en compte que les 48 pays de l'Afrique subsaharienne.
L'indice Ibrahim est élaboré par une équipe de personnalités telles que Aïcha Bah Diallo, et de politologues sur la base de 95 indicateurs répartis sur quatre grandes familles (sécurité et état de droit ; participation et droits de l’homme ; développement économique durable ; développement humain). Il ambitionne d'évaluer objectivement la gouvernance des États : corruption, droits de l'homme, vie politique, enseignement, santé, etc. Les pays du continent sont passés au crible en recoupant les données recueillies par un réseau d'experts, utilisant des données diverses telles que des statistiques gouvernementales, ou d'institutions internationales et d'organisations non gouvernementales, complétés de sondages d'opinions. Les pays reçoivent ensuite une note allant de 1 à 100 et font l'objet d'un classement. 
Les pays les mieux placés pour leur gouvernance dans la première partie des années 2010 sont Maurice, le Botswana et le Cap-Vert. Par contre, dans ces mêmes années 2010, les variations des indicateurs ont été constatées en amont des crises politiques significatives, qu'elles semblaient annoncer. Ainsi, les indicateurs de l’Égypte et de la Libye ont baissé avant le printemps arabe de 2011, et ceux du Mali ont également fléchi avant le coup d'État de 2012. De même, pour le Burundi, les indicateurs ont chuté avant la crise politique de 2015.

## Divers
Il est membre du Comité consultatif régional pour l’Afrique à la London Business School.

## Mariage et famille
Mo Ibrahim est marié à Hania, ancienne radiologue du National Health Service. Ils ont une fille, Hadeel Ibrahim, directrice chargée des relations extérieures à la Fondation Mo-Ibrahim, et un fils, Hosh Ibrahim, ancien acteur et producteur de cinéma aujourd'hui membre du conseil d’administration de la Fondation.
Le milliardaire passe son temps entre la suite d’un hôtel de la principauté de Monaco et Mayfair, quartier très huppé de Londres, qui abrite les bureaux de sa fondation.

## Distinctions
- Commandeur de l'l'ordre du Trône ( Maroc, 2014)[13].